# Edgar Humann
Edgar Eugène Humann (Paris 1er, 7 mai 1838 – Paris 7e, 9 mai 1914), est un amiral français. Il est chef d'état-major de la marine entre 1894 et 1895.

## Biographie

### Famille
Né dans le 1er arrondissement de Paris dans la Seine, il est le fils du diplomate Jules Émile Humann et de Augustine Angélique Guilleminot. Il est le petit-fils du ministre Georges Humann et du général Armand Charles Guilleminot.
Il se marie à Paris 8e le 24 avril 1883 avec Isabelle de Bouthillier-Chavigny. De cette union naissent : Odette (1884-1954), épouse de François de Wendel ; Marie (1886) ; Jean (1887-1904) ; Edgard (1888-1947), homme d'affaires, marié à Anne-Marie Béranger d'Herbemont ; Henri (1890-1914), officier de cavalerie, mort pour la France ; Joseph (1891), marié à Yvonne Raphaël ; Septime (1892), marié à Isaure Le Chanoine du Manoir de Juaye ; Georges (1895-1916), officier d'artillerie, mort pour la France.
Ses enfants feront modifier leur nom en Humann-Guilleminot.

### Formation
Il est élève de l'École navale en 1855.

### Carrière militaire
Entre 1865 et 1867, il sert dans les mers de Chine.
Il est commandant en chef de la Division navale d'Extrême-Orient de février 1892 à février 1894.
Promu Vice-amiral, il est chef d'état-major de la marine de 1894 à 1895 et directeur de cabinet du ministre.
Chevalier de la Légion d’honneur depuis 1866, il est élevé à la dignité de grand officier de l'ordre le 13 juillet 1899.
Il quitte le service actif en mai 1903. 
Edgar Humann meurt à son domicile du 7e arrondissement de Paris le 9 mai 1914.

## Distinctions
- Grand officier de la Légion d'honneur (décret du 11 juillet 1899)
- La presqu'île Amiral Humann, une des pointes orientales de la presqu'île Joffre sur la Grande Terre, l'île principale de l'archipel des Kerguelen, au sud de l'océan Indien, est nommée d'après lui.